# Calamoclostes gurneyi
Calamoclostes gurneyi is een insectensoort uit de familie Archembiidae, die tot de orde webspinners (Embioptera) behoort. De soort komt voor in Colombia.
Calamoclostes gurneyi is voor het eerst wetenschappelijk beschreven door Ross in 1944.